# Скуклостер
Замок Скуклостер (Skoklosters slott) — шведський замок в стилі бароко, побудований в 1654—1676 роках Карлом-Густавом Врангелем і розташований на півострові в озері Меларен між Стокгольмом і Уппсалою. З 1970-х років у ньому розміщений музей, де зберігаються колекції картин, меблів, текстилю та посуду, книг і зброї.

## Історія
Замок побудований між 1654 і 1676 роками багатим воєначальником, графом Карлом-Густавом Врангелем. Спроєктований архітектором Каспаром Фогелем, а також іншими архітекторами: Жаном де ла Валлем і Нікодемусом Тессіном старшим. Цілком ймовірно, що зразком замку був варшавський Уяздовський замок.

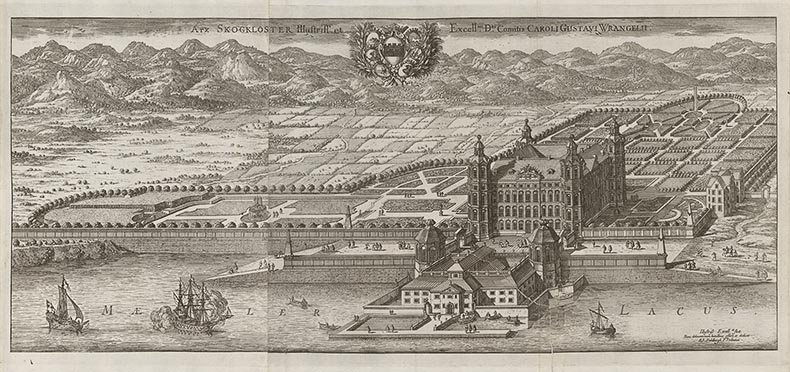
Замок і плани його околиць, близько 1690—1710

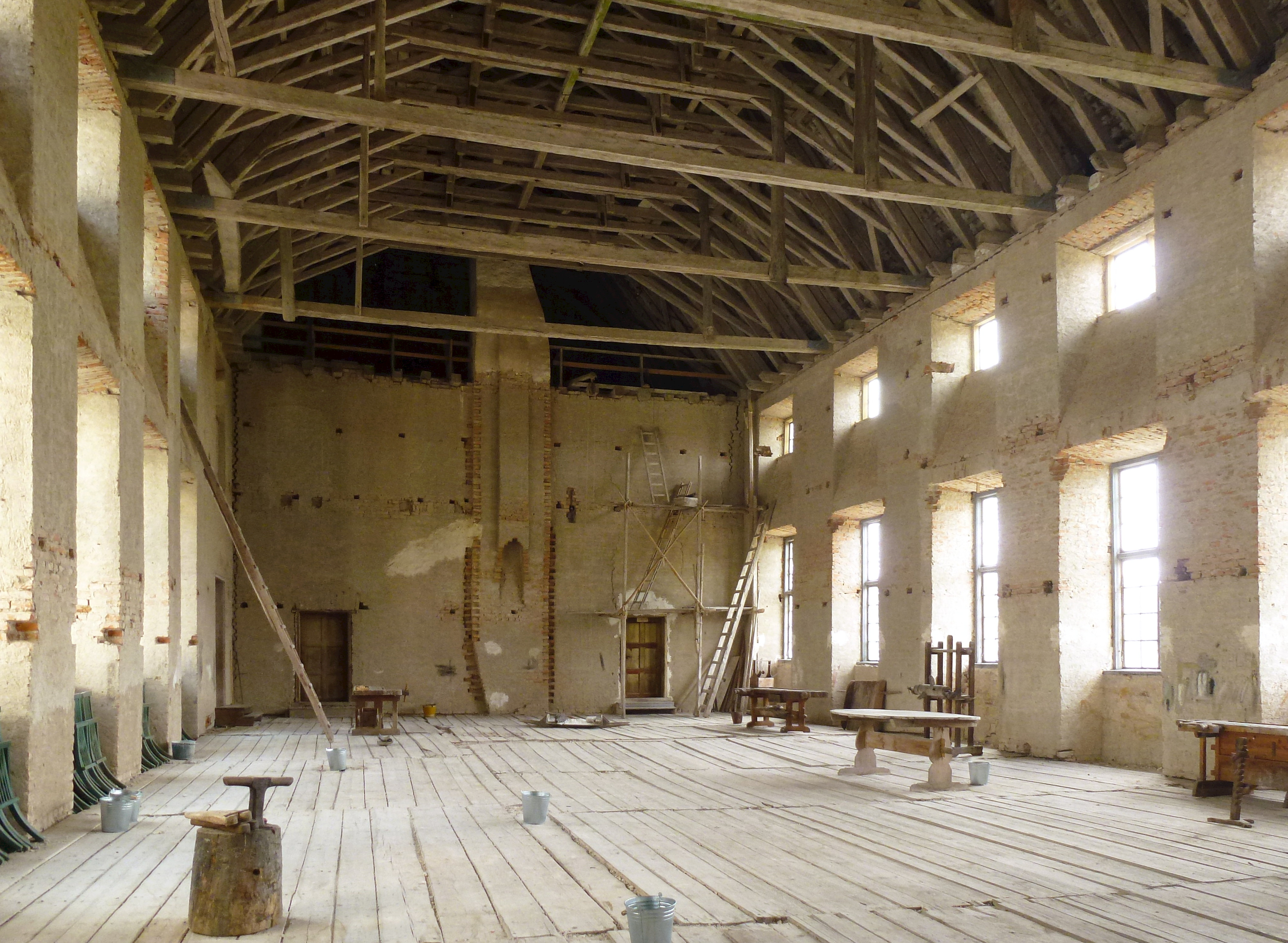
Недобудований зал

Замок — пам'ятка епохи Шведської імперії, періоду в середині XVII століття, коли володіння Швеції розширювалися, через що вона стала однією з найбільших держав у Європі. Смерть Врангеля в 1676 році призвела до того, що замок так і не добудували. Сім'я Браге, яка успадкувала Скуклостер, мала свої власні сімейні замки й не поспішала завершувати цей. Таким чином, великий бенкетний зал перебував у тому ж стані, в якому його залишили будівельники влітку 1676 року. Він отримав назву недобудований зал (швед. Ofullbordade salen). Замок Скуклостер — єдина будівля в Європі зі збереженим справжнім будівельним майданчиком XVII століття. Поруч з недобудованим залом зберігається ряд інших пов'язаних з ним предметів того ж періоду: кілька сотень інструментів і близько десятка книг з будівництва.
У 1967 році сім'я фон Ессен, яка успадкувала замок від Браге, чий рід закінчився в 1930 році, продала його шведському уряду. Скуклостер став державним музеєм і урядовою будівлею під назвою Королівська збройова палата й замок Скуклостер з музейним фондом Галлвіл (LSH). У 1970-х роках архітектор Уве Гідемарк відремонтував замок, використовуючи ті ж матеріали та будівельні методи, що й в XVII столітті, що є еталоном Шведських методів збереження історичних пам'яток.

## Музейні колекції

Картина «Портрет імператора Рудольфа II в образі Вертумна» Джузеппе Арчімбольдо з колекції замку

Закінчені частини замку, що демонструють розкішну пишність стилю бароко, є місцем зберігання колекцій картин, меблів, текстилю, срібного та скляного посуду. Однією з найвідоміших картин замку є «Портрет імператора Рудольфа II в образі Вертумна» Джузеппе Арчімбольдо, що зображає імператора Священної Римської імперії Рудольфа II як римського бога пір року з використанням фруктів і овочів. Картину отримали як військовий трофей у Празі в XVII столітті.
Збройова палата й бібліотека замку засновані на колекціях книг і зброї Врангеля. Їх істотно доповнили цінності заповітів інших аристократів XVII й XVIII століть, як-от Карла-Густава Б'єльке.

Арсенал має найбільшу у світі колекцію особистої військової зброї XVII століття. Він містить в основному мушкети й пістолети, а також мечі (включаючи японські самурайські мечі), невеликі гармати, піки та арбалети. Колекція зброї також містить різні екзотичні предмети: ескімоське каное XVI століття й зміїні шкури. Оригінальний масштабний макет замку, який зробив архітектор Каспар Фогель, щоб продемонструвати свій план графу Врангелю, також зберігається в арсеналі замку. Більшу частину колекції становлять військові трофеї, отримані з Польщі під час Шведського потопу в XVII столітті.

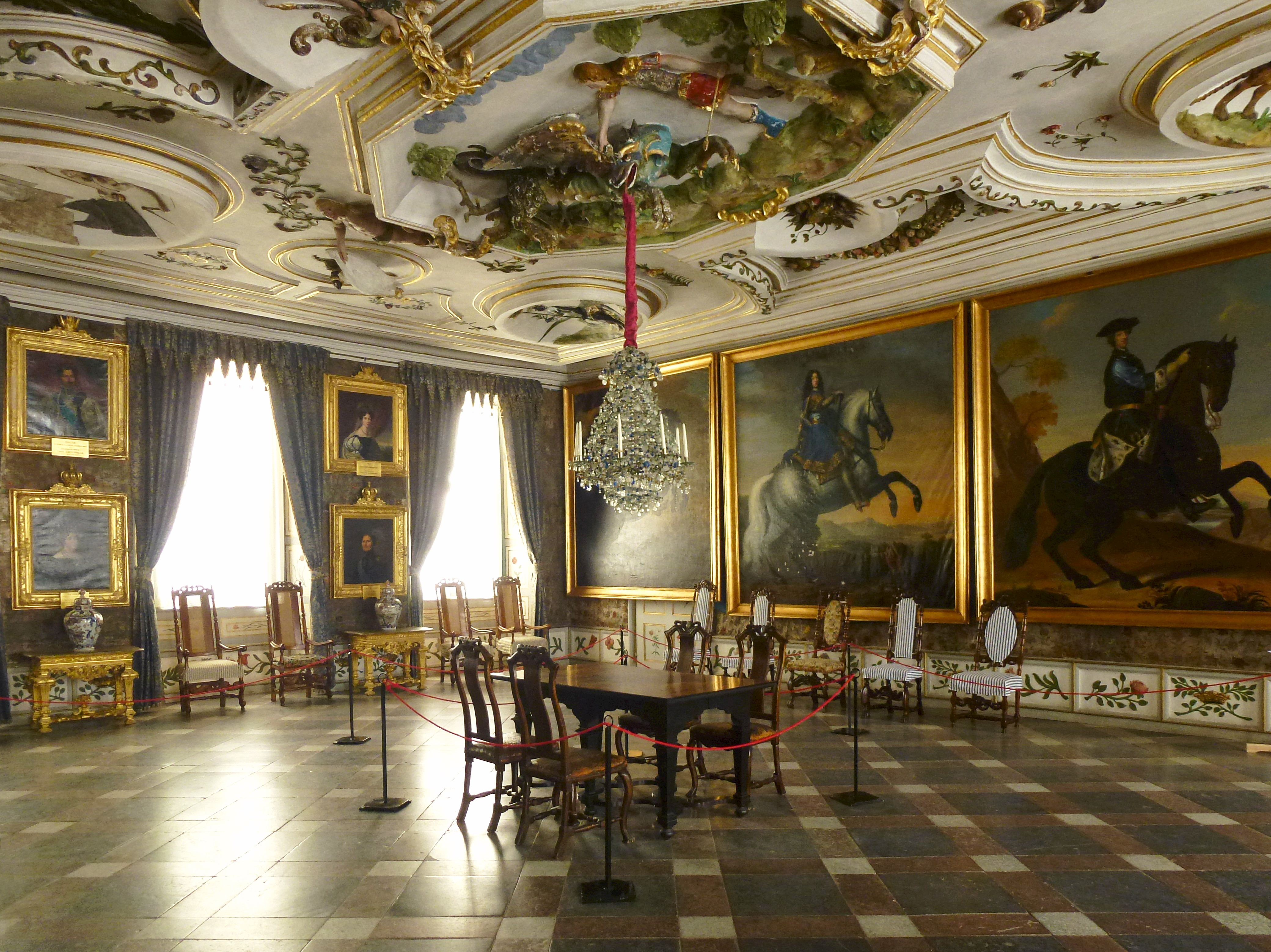
Королівський зал
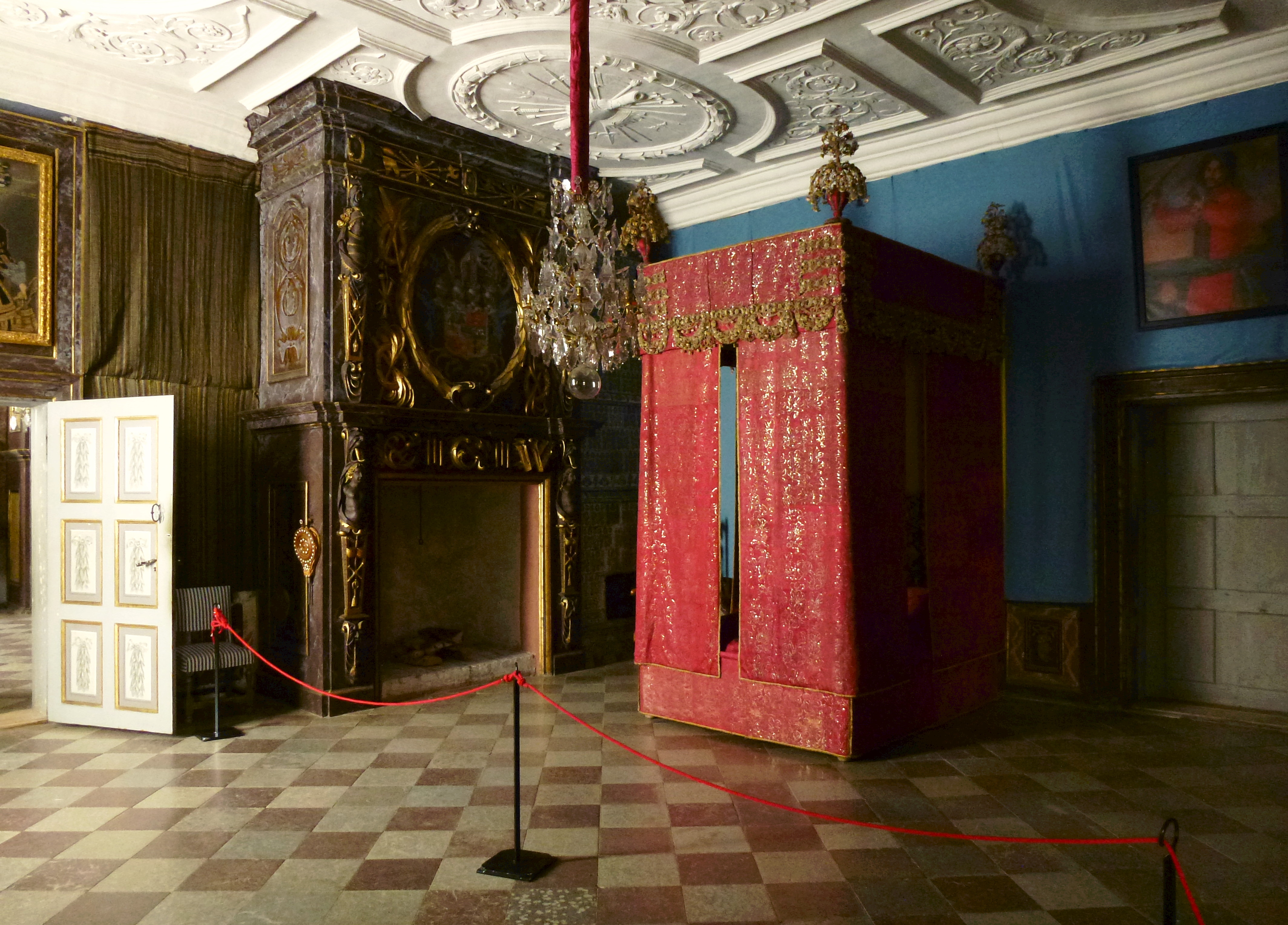
Спальня Врангеля
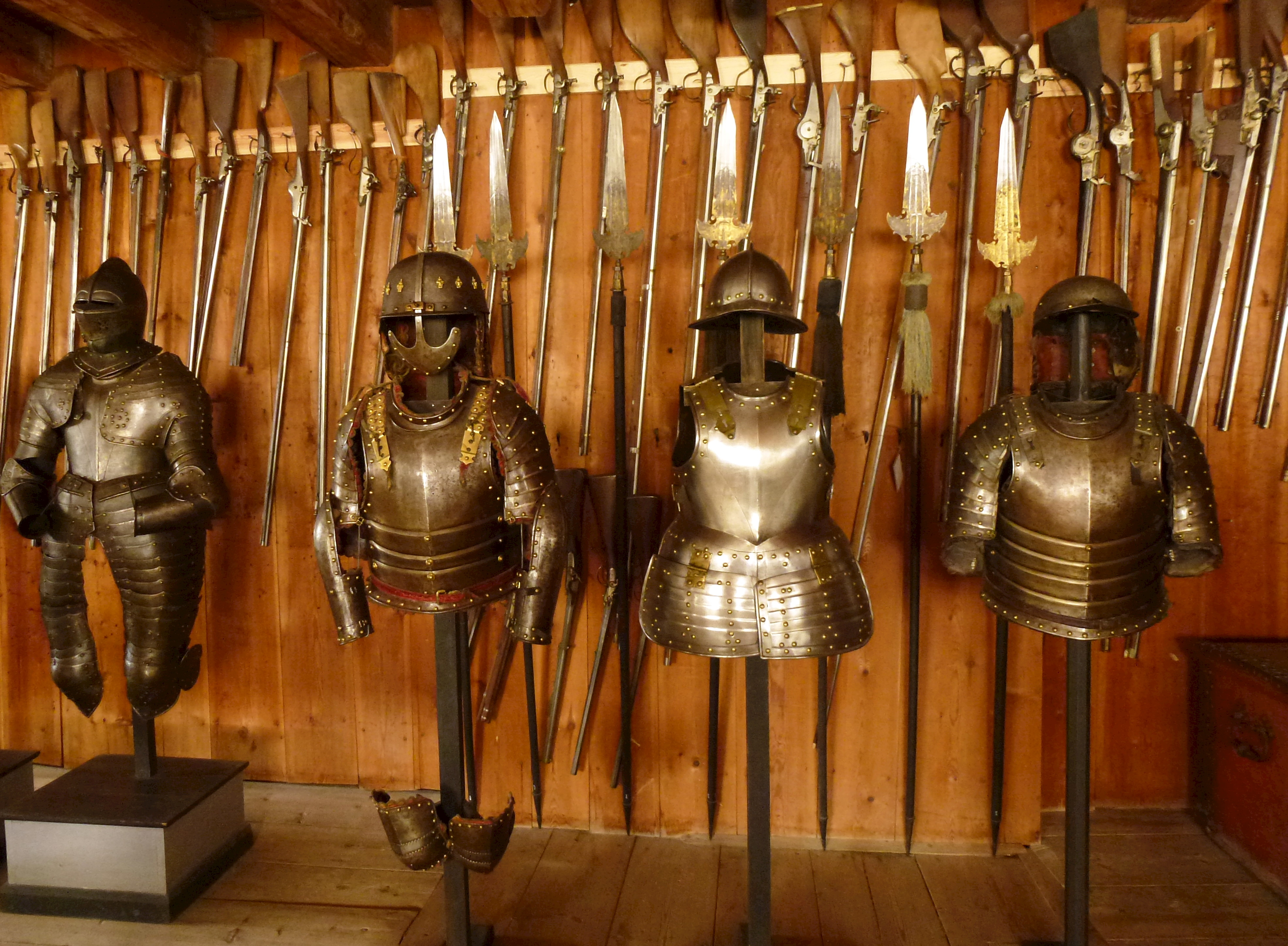
Збройний арсенал